# Pyrrhogyra otolais
Pyrrhogyra otolais är en fjärilsart som beskrevs av Bates 1864. Pyrrhogyra otolais ingår i släktet Pyrrhogyra och familjen praktfjärilar. Inga underarter finns listade.